# Acla
Acla è stata una città coloniale spagnola fondata per ordine del governatore della Castilla de Oro, Pedrarias Dávila, nel 1515. Si trovava lungo la costa centrale dell'attuale Guna Yala, a nord-est di Panama. Il nome della città significa "ossa degli uomini" nella lingua indigena. Il nome deriva dal gran numero di ossa sparse nelle pianure vicine, che presumibilmente provenivano dai conflitti tra due fratelli indigeni che combattevano per diventare capi della regione.
La città fu fondata principalmente per essere il riferimento caraibica di un futuro percorso di collegamento a una futura città sul Golfo di San Miguel sull'Oceano Pacifico, recentemente scoperto da Vasco Núñez de Balboa. Questa città è principalmente famosa perché fu il luogo del giudizio e della decapitazione di Núñez de Balboa nel 1519 per mano del Governatore Dávila.
A causa della natura insalubre del clima e del terreno circostante la città e, soprattutto, dopo la fondazione di Panama e Nombre de Dios qualche mese dopo, Acla fu lentamente abbandonata fino a diventare completamente deserta nel 1532. Tuttavia, un documento conservato nell'Archivo General de Indias, che documenta un attacco alla città di Acla, risalente al 31 maggio 1535.